# Luciano Buligon
Luciano José Buligon ComRB · COMA (Tenente Portela, 26 de janeiro de 1970) é um advogado e político brasileiro. É o ex-prefeito do município de Chapecó, e Ex-Secretário de Estado do Desenvolvimento Econômico Sustentável de Santa Catarina.
Formado em Direito pela Universidade da Região da Campanha (URCAMP) em Bagé, no Rio Grande do Sul, atuou como advogado e professor universitário.
É casado com Lucia Leonilda Muller Buligon e pai de três filhos, Isabella, Camilla e Hulian Felipe.
Em 2018, ele foi expulso do Partido Socialista Brasileiro (PSB) por apoiar o candidato Jair Bolsonaro para presidente. Depois de se filiar ao DEM em 2019, Buligon aceitou convite do governador de Santa Catarina, Carlos Moisés da Silva, e se filiou ao PSL em 2020. E atualmente está filiado no MDB.

## Funções e cargos públicos
Principais cargos e funções exercidas na esfera pública:
- Procurador do Município de Chapecó, Santa Catarina (2006/2022).
- Atuou ainda como Procurador nos Municípios de Quilombo, de 2001 a 2004, e Cordilheira Alta, de 2001 a 2008 no Estado de Santa Catarina.
- Foi advogado do Partido do Movimento Democrático Brasileiro (PMDB), membro da Comissão de Ética do partido, de 1998 a 2004 e Secretário Geral do partido em Chapecó, de 2003 a 2007.
- De 2005 a 2007 atuou como Coordenador do PMDB da região de Chapecó e foi Presidente do partido no município de 2009 a 2015.
- Atuou ainda como Delegado do PMDB, Membro do Diretório Estadual do PMDB de Santa Catarina, de 2009 a 2015.
- Foi Procurador da Câmara Municipal de Chapecó, de 2006 a 2011.
- Atuou como Assessor Jurídico da Associação das Câmaras Municipais do Oeste de Santa Catarina (ACAMOSC).
- Procurador da Sicoob/Maxicrédito.
- Atua como professor de pós-graduação em Direito, pela Universidade do Oeste de Santa Catarina (UNOESC).
- Foi Secretário de Estado de Desenvolvimento Regional de Chapecó, de 2007 a 2010.
- Candidato à Prefeitura de Chapecó em 2008 pelo PMDB.
- De 2011 a 2014 foi Suplente de Deputado Estadual.
- Em Chapecó atuou como Secretário de Articulação Institucional do Município, entre os anos de 2011 e 2012.
- Em 2012 foi eleito vice-prefeito de Chapecó pela coligação "O povo de novo".
- No ano seguinte, em 2013, assumiu a Secretaria de Desenvolvimento Urbano[6] de Chapecó até o ano de 2014.
- Foi Secretário de Coordenação de Governo e Gestão do Município de Chapecó, de 2014 a 2015.
- Em 2015, filiou-se no Partido Socialista Brasileiro (PSB).
- Assumiu o cargo de prefeito[7] de Chapecó em dezembro de 2015.
- Em 2016 foi eleito para o cargo de Prefeito[8] de Chapecó[9], com 61,74% dos votos.[10]
- Foi eleito em 2016 Presidente[11] da Comissão de Relacionamento com Autoridades Locais da União de Parlamentares Sul Americanos e do Mercosul (UPM)
- Foi Eleito em 2017,  Presidente do Bripaem
- Foi selecionado para integrar a RAPS 2018

### Prefeitura de Chapecó
No dia 7 de outubro de 2012, Luciano Buligon foi eleito vice-prefeito de Chapecó ao lado de  José Caramori, com mais de 57% dos votos válidos.
Na prefeitura de Chapecó, Luciano Buligon assumiu diversas secretarias, entre elas Secretaria de Articulação Institucional do Município, a Secretaria de Desenvolvimento Urbano e Secretaria de Coordenação de Governo e Gestão do Município. Neste período, esteve à frente de importantes projetos e ações para o município como o Plano Diretor de Chapecó, Plano de Mobilidade Urbana, Código de Obras e Posturas, Plano de Resíduos Sólidos e também o Planejamento e Orçamento Democráticos (PODE).
O Planejamento e Orçamento Democráticos (PODE), conhecido como Ouvindo Nosso Bairro, aproximou o governo municipal da população. A participação de mais de 6 mil moradores demonstrou o envolvimento e o interesse da comunidade em contribuir para melhorar a qualidade de vida na cidade e no interior. O programa trouxe grandes impactos, como a integração e a motivação do governo, a identificação de muitas lideranças comunitárias. Durante as mais de 70 reuniões realizadas, foram escolhidos cerca de 200 conselheiros comunitários, sendo que 520 lideranças que se manifestaram nas audiências com ótimas contribuições na forma de ideias e críticas, além da identificação de demandas locais de curto, médio e longo prazo e avaliação dos serviços públicos, e os ganhos na organização comunitária, empoderamento, inclusão e cidadania. O programa foi um dos cinco finalistas do Prêmio Boas Práticas de Gestão Pública, realizado pela Universidade do Estado de Santa Catarina (Udesc), por meio do Centro de Ciências da Administração e Socioeconômicas (Esag), com apoio de diversos parceiros.

#### Voo LaMia 2933
Luciano Buligon estava na lista de passageiros do Voo LaMia 2933 como um dos convidados que iria acompanhar a delegação do time de sua cidade, a Associação Chapecoense de Futebol, como fazia de costume, na viagem a Medellín, Colômbia, para a primeira partida da final da Copa Sul-Americana de 2016 contra o Atlético Nacional. Porém, por compromissos políticos com os prefeitos eleitos de São Paulo, excepcionalmente naquela ocasião, o prefeito não pôde ir acompanhar a equipe. No dia 29 de novembro de 2016, o avião cai em uma região montanhosa de Cerro Gordo, na Colômbia, matando 71 pessoas entre jogadores, dirigentes, membros da comissão técnica, tripulantes, jornalistas e convidados, deixando seis sobreviventes. 
Buligon já tentava ligar ao presidente Sandro Pallaoro e ao gerente de futebol Mauro Stumpf por motivos de segurança, afinal o avião havia desaparecido dos radares, e o prefeito tinha o hábito de acompanhar a trajetória do avião por meio de um aplicativo. Assim que soube do acidente, foi chamado as pressas aos estúdios do Bom Dia São Paulo, da Rede Globo, onde esteve com Rodrigo Bocardi e o narrador Galvão Bueno fazendo a cobertura do acidente. Os três participaram da transmissão do Bom Dia Brasil, que fazia a cobertura em tempo real da tragédia, com Buligon dando declarações sobre a ascensão da Chapecoense e o fato de que já havia ido no voo várias vezes. Outras três pessoas, entre políticos e membros da imprensa, estavam entre as pessoas que não embarcaram no avião, juntamente com Buligon.
Nos dias seguintes à tragédia, Buligon foi a Medellín chefiar a missão de reconhecimento, translado e repatriação dos corpos ao Brasil. Por sua atuação no episódio, recebeu as condecorações da Ordem do Rio Branco  e da Ordem do Mérito Aeronáutico.